# BathyScaphe
BathyScaphe（バチスカーフ）は、CocoMonarから派生したmacOS用の2ちゃんねるブラウザである。開発の中心となっているのはハンドルネーム tsawada2 で、CocoMonar用ログ管理ソフトCMLogFinderの開発者であった。
オープンソースで開発が行われている。OS付属のアプリケーションによく似た外観を持ち、Spotlight、AppleScript、Keychain、Service等Mac OSの各種技術を積極的に採用したブラウザである。また、現在のバージョンは新しいインテル製プロセッサのMacでもネイティブスピードで動作するユニバーサルバイナリとなっている。
アプリケーション内での検索にはライブラリとして鬼車が採用されており、正規表現による検索が可能である。また、スレッドデータベースはSQLiteによって管理されている。

## プロジェクト履歴
| 日付                     | バージョン | コードネーム      | 備考 |
| ------------------------ | ---------- | ----------------- | --- |
| 2005年(平成17年)5月9日   |            |                   | プロジェクトスタート |
| 2005年(平成17年)5月13日  | 1.0 (v12)  |                   | まだあまりCocoMonarから変わっていない状態 |
| 2005年(平成17年)5月27日  | 1.0        |                   | 安定版 |
| 2005年(平成17年)8月5日   | 1.0.2      |                   | Spotlight対応。スクリプトメニュー、Split View Modeインターフェースの追加。オンラインヘルプの全面改良。                                                                                           |
| 2005年(平成17年)11月10日 | 1.1.1      | SecondFlight      | プレビューインスペクタ、大幅に変更された掲示板追加シート、掲示板オプションの追加。 |
| 2005年(平成17年)12月17日 | 1.1.2      | InnocentStarter   | Universal Binary化 |
| 2006年(平成18年)1月7日   | 1.1.3      | Reinforce         | 2ちゃんねるの仕様変更への対応 |
| 2006年(平成18年)3月28日  | 1.2        | Hayate            | |
| 2006年(平成18年)5月25日  | 1.2.1      |                   | JBBSとの互換性向上 |
| 2006年(平成18年)6月9日   | 1.2.2      | CometBlaster      | 2ちゃんねるの仕様変更への対応 |
| 2006年(平成18年)10月10日 | 1.3        | MeteorSweeper     | 掲示板リストの同期、AAの簡易自動判定、掲示板オプションの強化、インタフェースの改良 |
| 2006年(平成18年)12月11日 | 1.3.1      | ReinforceII       | したらば対応の強化 |
| 2007年(平成19年)6月11日  | 1.5        | Starlight Breaker | スマート掲示板機能の実装 |
| 2007年(平成19年)11月30日 | 1.6        | Twincam Angel     | ●によるdat落ちスレの取得に対応、書き込み時のテンプレート機能を追加、迷惑レスフィルタの強化、Leopardに正式対応                                                                                    |
| 2008年(平成20年)2月26日  | 1.6.1      | SilverGull        | |
| 2009年(平成21年)5月8日   | 1.6.2      | Tenori Tiger      | スレッドの勢いを表示、ログ一覧モードの追加 |
| 2009年(平成21年)8月2日   | 1.6.3      | Hinagiku          | 次の未読スレッドを開く機能の追加、書き込み時に文字化けする文字を変換するように変更 |
| 2009年(平成21年)10月12日 | 1.6.4      | Stealth Momo      | スレッドのステータスが更新されないことがある問題を修正、ログファイルが破損する問題を修正 |
| 2010年(平成22年)2月24日  | 1.7.0      | Prima Aspalas     | スレッド一覧のソートや検索などの機能の強化、スレッド一覧の信頼性の向上、AppleScriptやマルチタッチトラックパッドの操作のサポートを強化                                                            |
| 2010年(平成22年)10月24日 | 2.0        | Final Moratorium  | |
| 2010年(平成22年)12月20日 | 2.0.1      | Thunder Vernier   | |
| 2011年(平成23年)2月20日  | 2.0.2      | Synchroniciteen   | 冒険の書規制に対応 |
| 2011年(平成23年)2月27日  | 2.0.3      | BeVeci Calopueno  | |
| 2011年(平成23年)3月20日  | 2.0.4      | Cielo Estrellado  | |
| 2011年(平成23年)7月23日  | 2.0.5      | Homuhomu          | |
| 2012年(平成24年)1月9日   | 2.1        | .Invader          | Lionに正式対応、64ビット対応、アプリケーションアイコンを含む外観の大幅な変更 |
| 2012年(平成24年)4月28日  | 2.1.1      | D-FORMATION       | |
| 2012年(平成24年)7月16日  | 2.2        | Baby universe day | Mountain Lionに正式対応、Retinaディスプレイに対応、IDの色分け表示 |
| 2012年(平成24年)12月22日 | 2.3        | Bright Stream     | お気に入りおよびスマート掲示板での一覧の更新の改良、逆参照数の表示 |
| 2013年(平成25年)3月17日  | 2.3.1      | Kazusa-Ichinomiya | |
| 2013年(平成25年)4月10日  | 2.3.2      | Kazusa-Nakano     | |
| 2013年(平成25年)5月18日  | 2.3.3      | Inzai-Makinohara  | 海外書き込みに表示される!文字に対応 |
| 2013年(平成25年)11月01日 | 2.4        | Kazusa-Ushiku     | p2.2ch.net経由の書き込みをサポート。動作環境がLion以降に変更。 |
| 2013年(平成25年)12月24日 | 2.4.1      | Kazusa-Kameyama   | |
| 2014年(平成26年)6月12日  | 2.4.2      | Yamato-Saidaiji   | 浪人,BE2.0βに対応 |
| 2015年(平成27年)1月30日  | 2.4.3      | Matatabi-Step     | |
| 2015年(平成27年)3月2日   | 2.4.4      | Senbon-Imadegawa  | bbsmenuのURL変更を可能に。またおーぷん2ちゃんねるやしたらば掲示板に書き込みできなかった問題に対応。また2chAPI対応前の最後のバージョンでありまたBSDライセンスによる開発の最後のバージョンである。 |
| 2015年(平成27年)3月13日  | 2.5        | Senbon-Imadegawa  | 2chAPI対応。その利用規約のため2h.scとp2.2ch.scへの対応の打ち切り。 |